# Hans-Joachim Haustein
Hans-Joachim Haustein (* 13. Dezember 1942 in Oelsnitz) ist ein ehemaliger deutscher Radrennfahrer.

## Sportliche Laufbahn
Haustein begann 1960 bei der BSG Astra Karl-Marx-Stadt aktiv Radsport zu betreiben. Sein Trainer war der frühere Radrennfahrer und spätere Trainer von Olaf Ludwig, Werner Marschner. 1962 wechselte er zum ASK Vorwärts Leipzig, wo er auch 1972 seine Laufbahn beendete.
Haustein wurde 1969 auf der Radrennbahn Berlin-Weißensee DDR-Meister im Zweier-Mannschaftsfahren mit seinem Klubkameraden Horst Willgruber. 1964 wurde er bereits Zweiter in dieser Disziplin. Ebenfalls 1969 und auch mit Willgruber gewann er die Internationale Meisterschaft im Zweier-Mannschaftsfahren auf der Bahn in der Berliner Werner-Seelenbinder-Halle. Einen weiteren Titel errang er als Steher 1971 bei den SKDA-Meisterschaften im Radsport im sowjetischen Tula hinter Schrittmacher Horst Aurich. 1973 gewann beide in Brno erneut.
Haustein war Bahnspezialist, bestritt gelegentlich auch Straßenrennen, so konnte er 1962 den Großen Diamant-Preis in seiner Leistungsklasse (LK II) für sich entscheiden.

## Berufliches
Hans-Joachim Haustein absolvierte eine Ausbildung zum Maschinenschlosser. Später studierte er Sport und schloss das Studium als Diplomsportlehrer ab. Von 1974 bis 1990 arbeitete er als Trainer in Leipzig.